# فریدریش کالکبرنر
فریدریش کالکبرِنِر (آلمانی: Friedrich Kalkbrenner؛ ۷ نوامبر ۱۷۸۵ – ۱۰ ژوئن ۱۸۴۹) یک آهنگساز، مدرس موسیقی، نوازنده پیانو و سازندهٔ پیانو اهل آلمان بود.
او در سنین جوانی برای آموختن رشتهٔ موسیقی به «کنسرواتوار پاریس» رفت و تا پایان عمر در همان شهر ماند. به همین سبب، بسیاری از مورخین موسیقی، او را یک آهنگساز فرانسوی می‌دانند.
فریدریش کالکبرِنِر در دوران اوج خود، برترین پیانیست اروپا محسوب می‌شد و تنها در اواخر دههٔ ۱۸۳۰ میلادی بود که شهرت نوازندگانی همچون فردریک شوپن، سیگیسموند تالبرگ و فرانتس لیست از شهرت او پیشی گرفت. تنها رقیب جدی او در دوران خودش، یوهان نپوموک هومل بود.
شوپن «کنسرتوی شماره ۱» خود را به او تقدیم کرده‌است.
فریدریش ذهنِ اقتصادی خوبی نیز داشت و جزءِ معدود نوازندگان پیانویی است که از این راه، به ثروت هنگفت رسید. او از سهامداران شرکت پیانوسازی «پلیل فورتپیانو» بود که محصولاتش در آن دوران، پس از برند مشهور «اِرار» (Erard)، از لحاظ کیفیت و اعتبار، شهرت همگانی داشت.
امروزه او را نه به سبب آهنگ‌هایش، بلکه به خاطر خلقیات و شخصیتش می‌شناسند. گفته می‌شود، فریدریش آهنگسازی مغرور و خودبین بود. او خود را پس از مرگ بتهوون، موتسارت و هایدن، تنها آهنگساز کلاسیک دنیا محسوب می‌کرد و این موضوع را به دیگران هم اعلام می‌کرد. زندگی اشرافی را می‌پسندید و از معاشرت با اشراف و نجیب‌زادگان پاریس و لندن خشنود بود. وی را فردی پُرطمطراق، بیش‌ازحد مؤدب، مقید به آداب و رسوم اداری و در عینِ حال، باهوش و از لحاظ اقتصادی، زیرک توصیف کرده‌اند. در زمان حیاتش، حکایت‌های فراوانی درباره‌اش بر سر زبان‌ها بود و شاعر آلمانی هاینریش هاینه به تندی او را مورد هجو قرار داد.
فریدریش، شاگردان فراوانی را نیز تربیت کرد که معروف‌ترینشان «کَمیل پلیِل» و «کمیل-ماری اِستَمَتی» بودند. متد نوازندگی او از طریق «کمیل-ماری اِستَمَتی» به هنرمندانی چون کامی سن-سانس انتقال یافت.
فریدریش کالکبرنر آهنگسازی پُرکار بود و از او، بیش از ۲۰۰ کنسرتوی پیانو و اپرا بجا مانده‌است.
او در سن ۶۴ سالگی به دلیل ابتلا به بیماری وبا درگذشت.